# Snowboarder (film)
Pour les articles homonymes, voir Snowboarder.
Pour plus de détails, voir Fiche technique et Distribution.
Snowboarder est un film franco-suisse réalisé par Olias Barco, sorti en 2003.

## Synopsis
Un jeune snowboarder de talent, mais sans ambition, est introduit dans la profession par un snowboarder professionnel et machiavélique.

## Fiche technique
- Titre original : Snowboarder
- Réalisation : Olias Barco
- Scénario : Olias Barco, Paolo Rota, Julien Sax
- Musique : Jean-Baptiste Loussier
- Photographie : Damien Morisot
- Son : Denis Martin
- Décors : Mathieu Menut
- Costumes : Jooyun Gonnet
- Montage : Urszula Lesiak
- Production : Benoît Jaubert
- Sociétés de production : Nord-Ouest Production
- Sociétés de distribution : Mars Distribution
- Pays d'origine :  France,  Suisse
- Langue originale : français
- Format : 2,35:1 (CinemaScope) — Dolby SR
- Genre : action
- Durée : 105 minutes
- Date de sortie : 2 avril 2003 (France)

## Distribution
- Nicolas Duvauchelle : Gaspard
- Grégoire Colin : Josh Attersen
- Juliette Goudot : Ethel
- Jean-Philippe Écoffey : Beshop
- Camille de Sablet : Julie
- Franck Khalfoun : X
- David Luraschi : Y
- David Vincent : Z
- Thierry Lhermitte : Popeye
- Clara Morgane : une strip-teaseuse
- Stéphanie Blanc : la serveuse
- Mélanie Laurent :	Célia
- Anne Nissile : Michel
- Martine Vandeville : la mère de Gaspard
- Sabine Zingre : une strip-teaseuse
- Pierre Arbel
- Lucas Benacchio
- Jonathan Charlet
- Anne Comte : Anne
- Alexandre Doumergue
- David Genty
- Simone Müterthies
- Claude Vuillemin

## Production
- Lieux de tournage : Albertville en France, Gstaad et Leysin en Suisse